# Liste des champions du monde poids mi-mouches de boxe anglaise
La liste des champions du monde poids mi-mouches de boxe anglaise regroupe les champions du monde de boxe anglaise de la catégorie des poids mi-mouches reconnues par les organisations suivantes :
- la WBA[2] (World Boxing Association), fondée en 1921 et succédant à la NBA (National Boxing Association) en 1962 ;
- la WBC[3] (World Boxing Council), fondée en 1963 ;
- l'IBF[4] (International Boxing Federation), fondée en 1983 ;
- la WBO[5] (World Boxing Organization), fondée en 1988.

Avant 1921, les champions du monde étaient reconnus en tant que tel par le public sans qu’il n’y ait d’organisme particulier pour gérer l’attribution de ce titre.
Mise à jour : 7 août 2025
| Gain du titre | Perte du titre    | Champion              | Champion               | Reconnaissance | Défenses |
| --- | ----------------- | --------------------- | ---------------------- | -------------- | -------- |
| 4 avril 1975 | Août 1975         | Franco Udella         | Italie                 | WBC            | 0        |
| Udella est destitué en août 1975 pour ne pas avoir remis sa ceinture en jeu dans le délai imparti. |                   |                       |                        |                |          |
| 23 août 1975 | 2 juillet 1976    | Jaime Rios            | Panama                 | WBA            | 1        |
| 13 septembre 1975 | 19 février 1978   | Luis Estaba           | Venezuela              | WBC            | 11       |
| 2 juillet 1976 | 10 octobre 1976   | Juan Antonio Guzman   | République dominicaine | WBA            | 0        |
| 10 octobre 1976 | 8 mars 1981       | Yoko Gushiken         | Japon                  | WBA            | 13       |
| 19 février 1978 | 6 mai 1978        | Freddy Castillo       | Mexique                | WBC            | 0        |
| 6 mai 1978 | 30 septembre 1978 | Netrnoi Sor Vorasingh | Thaïlande              | WBC            | 1        |
| 30 septembre 1978 | 3 janvier 1980    | Kim Sung-jun          | Corée du Sud           | WBC            | 3        |
| 3 janvier 1980 | 24 mars 1980      | Shigeo Nakajima       | Japon                  | WBC            | 0        |
| 24 mars 1980 | 6 février 1982    | Hilario Zapata        | Panama                 | WBC            | 8        |
| 8 mars 1981 | 19 juillet 1981   | Pedro Flores          | Mexique                | WBA            | 0        |
| 19 juillet 1981 | 16 décembre 1981  | Kim Hwan-jin          | Corée du Sud           | WBA            | 1        |
| 16 décembre 1981 | 10 juillet 1983   | Katsuo Tokashiki      | Japon                  | WBA            | 5        |
| 6 février 1982 | 13 avril 1982     | Amado Ursua           | Mexique                | WBC            | 0        |
| 13 avril 1982 | 20 juillet 1982   | Tadashi Tomori        | Japon                  | WBC            | 0        |
| 20 juillet 1982 | 26 mars 1983      | Hilario Zapata        | Panama                 | WBC            | 2        |
| 26 mars 1983 | 27 juin 1988      | Chang Jung-koo        | Corée du Sud           | WBC            | 15       |
| Chang annonce sa retraite et laisse son titre WBC vacant après une 15e défense victorieuse remportée le 27 juin 1988 face au japonais Hideyuki Ohashi. |                   |                       |                        |                |          |
| 10 juillet 1983 | 19 mai 1984       | Lupe Madera           | Mexique                | WBA            | 1        |
| 10 décembre 1983 | Octobre 1986      | Dodie Boy Penalosa    | Philippines            | IBF            | 3        |
| Penalosa laisse son titre IBF vacant peu après sa défaite pour le gain de la ceinture WBA des poids mouches concédée le 5 juillet 1986 face à Hilario Zapata. Il remportera en revanche la ceinture IBF de cette catégorie le 22 février 1987 en battant le coréen Hi-Sup Shin.       |                   |                       |                        |                |          |
| 19 mai 1984 | 29 mars 1985      | Francisco Quiroz      | République dominicaine | WBA            | 1        |
| 29 mars 1985 | 8 décembre 1985   | Joey Olivo            | États-Unis             | WBA            | 1        |
| 8 décembre 1985 | 17 décembre 1991  | Yuh Myung-woo         | Corée du Sud           | WBA            | 17       |
| 7 décembre 1986 | 4 novembre 1988   | Choi Jum-hwan         | Corée du Sud           | IBF            | 3        |
| 4 novembre 1988 | 2 mai 1989        | Tacy Macalos          | Philippines            | IBF            | 0        |
| 11 décembre 1988 | 19 mars 1989      | German Torres         | Mexique                | WBC            | 0        |
| 19 mars 1989 | 25 juin 1989      | Lee Yul-woo           | Corée du Sud           | WBC            | 0        |
| 2 mai 1989 | 29 juillet 1990   | Muangchai Kittikasem  | Thaïlande              | IBF            | 3        |
| 19 mai 1989 | Mars 1992         | Jose De Jesus         | Porto Rico             | WBO            | 3        |
| Jose De Jesus est destitué par la WBO en mars 1992 pour ne pas avoir remis sa ceinture en jeu. |                   |                       |                        |                |          |
| 25 juin 1989 | 19 décembre 1990  | Humberto González     | Mexique                | WBC            | 5        |
| 29 juillet 1990 | 16 mars 1993      | Michael Carbajal      | États-Unis             | IBF            | 7        |
| 19 décembre 1990 | 25 mars 1991      | Rolando Pascua        | Philippines            | WBC            | 0        |
| 25 mars 1991 | 3 juin 1991       | Melchor Cob Castro    | Mexique                | WBC            | 0        |
| 3 juin 1991 | 16 mars 1993      | Humberto González     | Mexique                | WBC            | 4        |
| 17 décembre 1991 | 18 novembre 1992  | Hiroki Ioka           | Japon                  | WBA            | 2        |
| 31 juillet 1992 | 15 juillet 1994   | Josue Camacho         | Porto Rico             | WBO            | 1        |
| 18 novembre 1992 | 25 juillet 1993   | Yuh Myung-woo         | Corée du Sud           | WBA            | 1        |
| Myung Woo Yuh met un terme à sa carrière et laisse ainsi le titre WBA vacant. |                   |                       |                        |                |          |
| 16 mars 1993 | 19 février 1994   | Michael Carbajal      | États-Unis             | WBC & IBF      | 2        |
| 21 octobre 1993 | 4 février 1995    | Leo Gamez             | Venezuela              | WBA            | 3        |
| 19 février 1994 | 15 juillet 1995   | Humberto González     | Mexique                | WBC & IBF      | 3        |
| 15 juillet 1994 | 12 novembre 1994  | Michael Carbajal      | États-Unis             | WBO            | 0        |
| Carbajal est destitué par la WBO après sa défaite face à Humberto González le 12 novembre 1994 pour le gain des titres WBC & IBF. |                   |                       |                        |                |          |
| 23 novembre 1994 | 18 novembre 1995  | Paul Weir             | Royaume-Uni            | WBO            | 1        |
| 4 février 1995 | 13 janvier 1996   | Choi Hi-yong          | Corée du Sud           | WBA            | 1        |
| 15 juillet 1995 | 12 novembre 1995  | Saman Sorjaturong     | Thaïlande              | WBC & IBF      | 1        |
| Le 15 juillet 1995, Sorjaturong dépossède Humberto González de ses ceintures WBC & IBF par arrêt de l’arbitre à la 7e reprise d’un combat élu combat de l’année 1995. Il laissera son titre IBF vacant après une défense victorieuse aux dépens de Yuichi Hosono le 12 novembre 1995. |                   |                       |                        |                |          |
| 12 novembre 1995 | 17 octobre 1999   | Saman Sorjaturong     | Thaïlande              | WBC            | 10       |
| 18 novembre 1995 | 8 février 1997    | Jacob Matlala         | Afrique du Sud         | WBO            | 2        |
| Matlala laisse son titre WBO vacant. |                   |                       |                        |                |          |
| 13 janvier 1996 | 21 mai 1996       | Carlos Murillo        | Panama                 | WBA            | 1        |
| 16 mars 1996 | 18 janvier 1997   | Michael Carbajal      | États-Unis             | IBF            | 2        |
| 21 mai 1996 | 3 décembre 1996   | Keiji Yamaguchi       | Japon                  | WBA            | 1        |
| 3 décembre 1996 | Juillet 2000      | Pichit Chor Siriwat   | Thaïlande              | WBA            | 5        |
| Siriwat est destitué par la WBA pour ne pas avoir affronté son challenger officiel Rosendo Alvarez dans le délai imparti. |                   |                       |                        |                |          |
| 18 janvier 1997 | 29 août 1998      | Mauricio Pastrana     | Colombie               | IBF            | 1        |
| Pastrana est destitué par l’IBF avant son combat contre Carlos Murillo car il n’est pas parvenu à respecter la limite de poids autorisée lors de la pesée officielle. |                   |                       |                        |                |          |
| 31 mai 1997 | 25 août 1997      | Jesus Chong           | Mexique                | WBO            | 0        |
| 25 août 1997 | 17 janvier 1998   | Melchor Cob Castro    | Mexique                | WBO            | 0        |
| 17 janvier 1998 | 5 décembre 1998   | Juan Domingo Cordoba  | Argentine              | WBO            | 1        |
| 5 décembre 1998 | 31 juillet 1999   | Jorge Arce            | Mexique                | WBO            | 1        |
| 18 décembre 1998 | 2 octobre 1999    | Will Grigsby          | États-Unis             | IBF            | 1        |
| 31 juillet 1999 | 1999              | Michael Carbajal      | États-Unis             | WBO            | 0        |
| Carbajal remporte la ceinture WBO en battant par arrêt de l’arbitre à la 11e reprise Jorge Arce pour ce qui sera son dernier combat laissant ainsi le titre WBO vacant. |                   |                       |                        |                |          |
| 2 octobre 1999 | 29 septembre 2001 | Ricardo López         | Mexique                | IBF            | 2        |
| Ricardo Lopez laisse son titre IBF vacant après sa victoire contre Zolani Petelo le 29 septembre 2001. Il mettra un terme à sa carrière à l’issue de ce combat, réussissant la performance de rester invaincu en 52 combats professionnels (dont 25 pour un titre mondial !).         |                   |                       |                        |                |          |
| 17 octobre 1999 | 6 juillet 2002    | Choi Yo-sam           | Corée du Sud           | WBC            | 3        |
| 19 février 2000 | 19 février 2000   | Masibulele Makepula   | Afrique du Sud         | WBO            | 0        |
| Makepula laisse son titre WBO vacant pour boxer en poids mouches. Il perdra un combat pour la ceinture IBF face à Irene Pacheco le 10 novembre 2000. |                   |                       |                        |                |          |
| 12 août 2000 | 3 mars 2001       | Beibis Mendoza        | Colombie               | WBA            | 0        |
| 3 mars 2001 | 2 octobre 2004    | Rosendo Alvarez       | Nicaragua              | WBA            | 3        |
| Alvarez est à son tour destitué par la WBC le 2 octobre 2004 pour ne pas avoir respecté la limite de poids autorisée lors de la pesée officielle de son combat l’opposant à Beibis Mendoza.                                                                                           |                   |                       |                        |                |          |
| 14 avril 2001 | 30 avril 2005     | Nelson Dieppa         | Porto Rico             | WBO            | 5        |
| 6 juillet 2002 | 18 décembre 2004  | Jorge Arce            | Mexique                | WBC            | 7        |
| Arce laisse son titre WBC vacant pour combattre en poids mouches. |                   |                       |                        |                |          |
| 15 février 2003 | 14 mai 2005       | Victor Burgos         | Mexique                | IBF            | 2        |
| 11 mars 2005 | 10 septembre 2005 | Eric Ortiz            | Mexique                | WBC            | 0        |
| 29 avril 2005 | 20 mai 2006       | Roberto Vásquez       | Panama                 | WBA            | 3        |
| Vásquez laisse son titre WBA vacant après son combat remporté le 20 mai 2006 aux dépens de Noel Arambulet pour boxer en poids mouches. Il sera battu par Takefumi Sakata le 1er juillet 2007 pour le titre mondial WBA de cette catégorie.                                            |                   |                       |                        |                |          |
| 30 avril 2005 | 25 septembre 2007 | Hugo Fidel Cazares    | Mexique                | WBO            | 5        |
| 14 mai 2005 | 7 janvier 2006    | Will Grigsby          | États-Unis             | IBF            | 0        |
| 10 septembre 2005 | 10 août 2006      | Brian Viloria         | États-Unis             | WBC            | 1        |
| 7 janvier 2006 | 19 avril 2009     | Ulises Solís          | Mexique                | IBF            | 8        |
| 2 août 2006 | 18 janvier 2007   | Kōki Kameda           | Japon                  | WBA            | 1        |
| Kameda laisse son titre WBA vacant et poursuit sa carrière en poids mouches. |                   |                       |                        |                |          |
| 10 août 2006 | 18 novembre 2006  | Omar Niño Romero      | Mexique                | WBC            | 1        |
| Romero doit renoncer à son titre WBC après son combat face à Brian Viloria le 18 novembre 2006. Ce combat conclu initialement par un match nul sera transformé en « sans décision » en raison d’un test positif du boxeur mexicain au contrôle antidopage.                            |                   |                       |                        |                |          |
| 14 avril 2007 | 21 novembre 2009  | Édgar Sosa            | Mexique                | WBC            | 10       |
| 22 juin 2007 | 8 décembre 2007   | Juan Carlos Reveco    | Argentine              | WBA            | 1        |
| 8 décembre 2007 | 6 mai 2009        | Brahim Asloum         | France                 | WBA            | 0        |
| Asloum est destitué par la WBA pour ne pas avoir remis son titre en jeu dans le délai imparti. Giovanni Segura, champion par intérim, devient le 6 mai 2009 champion du monde à part entière.                                                                                         |                   |                       |                        |                |          |
| 25 septembre 2007 | 28 août 2010      | Iván Calderón         | Porto Rico             | WBO            | 6        |
| 19 avril 2009 | 23 janvier 2010   | Brian Viloria         | États-Unis             | IBF            | 1        |
| 6 mai 2009 | 28 août 2010      | Giovanni Segura       | Mexique                | WBA            | 3        |
| 21 novembre 2009 | 19 juin 2010      | Rodel Mayol           | Philippines            | WBC            | 1        |
| 23 janvier 2010 | 29 mai 2010       | Carlos Tamara         | Colombie               | IBF            | 0        |
| 29 mai 2010 | 30 avril 2011     | Luis Alberto Lazarte  | Argentine              | IBF            | 2        |
| 19 juin 2010 | 6 novembre 2010   | Omar Niño Romero      | Mexique                | WBC            | 1        |
| 28 août 2010 | 2010              | Giovani Segura        | Mexique                | WBA & WBO      | 0        |
| Segura laisse son titre WBA vacant. |                   |                       |                        |                |          |
| 2010 | Avril 2011        | Giovani Segura        | Mexique                | WBO            | 1        |
| Segura laisse son titre WBO vacant. |                   |                       |                        |                |          |
| 6 novembre 2010 | 30 avril 2011     | Gilberto Keb Baas     | Mexique                | WBC            | 1        |
| 19 mars 2011 | Janvier 2014      | Román González        | Nicaragua              | WBA            | 4        |
| González laisse son titre WBA vacant en janvier 2014 et s'empare du titre WBC des poids mouches le 5 septembre 2014. |                   |                       |                        |                |          |
| 30 avril 2011 | 8 octobre 2011    | Ramón García Hirales  | Mexique                | WBO            | 0        |
| 30 avril 2011 | 2012              | Ulises Solis          | Mexique                | IBF            | 1        |
| Solis est destitué par l'IBF. |                   |                       |                        |                |          |
| 30 avril 2011 | 23 décembre 2011  | Adrián Hernández      | Mexique                | WBC            | 1        |
| 8 octobre 2011 | 17 août 2016      | Donnie Nietes         | Philippines            | WBO            | 9        |
| Après 9 défenses victorieuses, Nietes décide le 17 août 2016 de monter de catégorie de poids et laisse sa ceinture WBO vacante. |                   |                       |                        |                |          |
| 23 décembre 2011 | 6 octobre 2012    | Kompayak Porpramook   | Thaïlande              | WBC            | 1        |
| 4 août 2012 | 3 mai 2014        | John Riel Casimero    | Philippines            | IBF            | 2        |
| Le 2 mai 2014, Casimero échoue à faire le poids à la veille de son combat contre Mauricio Fuentes. Le titre IBF est alors déclaré vacant mais le combat a quand même lieu et il l'emporte par KO dès le premier round.                                                                |                   |                       |                        |                |          |
| 6 octobre 2012 | 6 avril 2014      | Adrián Hernández      | Mexique                | WBC            | 4        |
| 6 avril 2014 | Novembre 2014     | Naoya Inoue           | Japon                  | WBC            | 1        |
| Inoue laisse son titre vacant en novembre 2014 pour disputer le championnat du monde des poids super-mouches WBO le 30 décembre 2014. |                   |                       |                        |                |          |
| 20 septembre 2014 | 29 décembre 2015  | Javier Mendoza        | Mexique                | IBF            | 1        |
| 30 décembre 2014 | 28 novembre 2015  | Pedro Guevara         | Mexique                | WBC            | 2        |
| 31 décembre 2014 | 31 décembre 2017  | Ryoichi Taguchi       | Japon                  | WBA            | 6        |
| 28 novembre 2015 | 4 mars 2016       | Yu Kimura             | Japon                  | WBC            | 0        |
| 29 décembre 2015 | 21 mai 2017       | Akira Yaegashi        | Japon                  | IBF            | 2        |
| 4 mars 2016 | 20 mai 2017       | Ganigan López         | Mexique                | WBC            | 1        |
| 31 décembre 2016 | 1er décembre 2017 | Kōsei Tanaka          | Japon                  | WBO            | 2        |
| Tanaka laisse son titre WBO vacant le 1er décembre 2017 pour boxer en poids mouches. |                   |                       |                        |                |          |
| 20 mai 2017 | 22 septembre 2021 | Kenshiro Teraji       | Japon                  | WBC            | 8        |
| 21 mai 2017 | 31 décembre 2017  | Milan Melindo         | Philippines            | IBF            | 1        |
| 31 décembre 2017 | 20 mai 2018       | Ryoichi Taguchi       | Japon                  | WBA & IBF      | 0        |
| 2 décembre 2017 | 19 juin 2019      | Ángel Acosta          | Porto Rico             | WBO            | 3        |
| 20 mai 2018 | 25 juillet 2018   | Hekkie Budler         | Afrique du Sud         | WBA & IBF      | 0        |
| Budler laisse son titre IBF vacant le 25 juillet 2018. |                   |                       |                        |                |          |
| 25 juillet 2018 | 31 décembre 2018  | Hekkie Budler         | Afrique du Sud         | WBA            | 0        |
| 29 octobre 2018 | 22 mars 2022      | Félix Alvarado        | Nicaragua              | IBF            | 2        |
| Alvarado laisse son titre WBO vacant le 22 mars 2022 pour boxer en poids mouches. |                   |                       |                        |                |          |
| 31 décembre 2018 | 1er novembre 2022 | Hiroto Kyoguchi       | Japon                  | WBA            | 4        |
| 19 juin 2019 | 16 octobre 2021   | Elwin Soto            | Mexique                | WBO            | 3        |
| 22 septembre 2021 | 19 mars 2022      | Masamichi Yabuki      | Japon                  | WBC            | 0        |
| 16 octobre 2021 | 19 juin 2024      | Jonathan González     | Porto Rico             | WBO            | 3        |
| González laisse son titre WBO vacant le 19 juin 2024 pour boxer en poids mouches. |                   |                       |                        |                |          |
| 19 mars 2022 | 1er novembre 2022 | Kenshiro Teraji       | Japon                  | WBC            | 1        |
| 3 septembre 2022 | 4 novembre 2023   | Sivenathi Nontshinga  | Afrique du Sud         | IBF            | 1        |
| 1er novembre 2022 | 15 juillet 2024   | Kenshiro Teraji       | Japon                  | WBA & WBC      | 3        |
| Teraji laisse ses titres WBA & WBC vacant le 15 juillet 2024 et devient champion WBC des poids mouches le 13 octobre 2024. |                   |                       |                        |                |          |
| 4 novembre 2023 | 16 février 2024   | Adrian Curiel         | Mexique                | IBF            | 0        |
| 16 février 2024 | 12 octobre 2024   | Sivenathi Nontshinga  | Afrique du Sud         | IBF            | 0        |
| 12 octobre 2024 | 10 avril 2025     | Masamichi Yabuki      | Japon                  | IBF            | 0        |
| Yabuki laisse sa ceinture IBF vacante le 10 avril 2025 après s'être emparé le 29 mars précédent de celle des poids mouches. |                   |                       |                        |                |          |
| 13 octobre 2024 | 13 mars 2025      | Shokichi Iwata        | Japon                  | WBO            | 0        |
| 19 décembre 2024 | 30 juillet 2025   | Erick Rosa            | République dominicaine | WBA            | 0        |
| 26 décembre 2024 | 1er août 2025     | Panya Pradabsri       | Thaïlande              | WBC            | 0        |
| 13 mars 2025 | En cours          | Rene Santiago         | Porto Rico             | WBO            |          |
| 19 juin 2025 | En cours          | Thanongsak Simsri     | Thaïlande              | IBF            |          |
| 30 juillet 2025 | En cours          | Kyosuke Takami        | Japon                  | WBA            |          |
| 1er août 2025 | En cours          | Carlos Canizales      | Venezuela              | WBC            |          |